# Константин Ушаков
Константин Анатолијевич Ушаков (рус. Константин Анатольевич Ушаков;  Омск, 24. март 1970) бивши је совјетски и руски одбојкаш. 

## Каријера
Рођен је 24. марта 1970. године у Омску. Играо је на позицији дизача. Наступао је за три одбојкашке репрезентације: Совјетски Савез, Заједница независних држава и Русију. 
Учествовао је четири пута на Олимпијским играма у дресу са државним грбом. Прво у Барселони 1992. године (7 место), у Атланти 1996. (4 место), освојио сребро на Олимпијским играма у Сиднеју 2000. године после пораза од репрезентације СР Југославије и на Играма у Атини 2004. када је освојио бронзану медаљу. Са репрезентацијом је освојио и сребро на Светском првенству 2002. године одржаном у Аргентини, док је на Европским првенствима дошао до пет медаља (злато 1991, сребро 1999, 2005, бронза 1993. и 2003. године).
Након завршетка играчке каријере, постао је одбојкашки тренер.

## Успеси
Русија
- медаље
- сребро: Олимпијске игре Сиднеј 2000.
- бронза: Олимпијске игре Атина 2004.